# Aluminiumacetaat
Met de naam aluminiumacetaat of aluminiumethanoaat, in de geochemie soms afgekort tot AlAc, kan verwijzen naar een aantal anorganische verbindingen, zouten, van aluminium en azijnzuur (ethaanzuur). Als vaste stof bestaan er drie verbindingen onder deze naam: basisch aluminiummonoacetaat {\displaystyle {\ce {( \ (OH)2Al(CH3CO2) \ )}}}, basisch aluminiumdiacetaat {\displaystyle {\ce {( \ (OH)Al(CH3CO2)2 \ )}}}, en neutraal aluminiumtriacetaat {\displaystyle {\ce {(\ Al(CH3CO2)3\ )}}}, In waterige oplossingen hydrolyseert het triacetaat tot een mengsel van de twee andere zouten. Oplossingen van alle drie de zouten kunnen als een oplossing van aluminiumacetaat benoemd worden omdat de verschillende stoffen in een snel chemisch evenwicht naast elkaar bestaan.

## Aluminiummonoacetaat
Aluminiummonoacetaat, ook bekend onder de naam dibasisch aluminiumacetaat, wordt gevormd uit Al(OH)3 en een verdunde, waterige oplossing van azijnzuur. Meer geconcentreerde azijnzuur-oplossingen leiden tot het di- en triacetaat.

## Aluminiumdiacetaat
Aluminiumdiacetaat, ook bekend onder de naam (mono)basisch aluminiumacetaat, dat ontstaat via hydrolyse uit waterige aluminiumacetaat-oplossingen en neerslaat als een wit poeder.

## Aluminiumtriacetaat
Aluminiumtriacetaat is een chemische verbinding die alleen ontstaat in afwezigheid van water en bij een relatief hoge tememperatuur van 180  °C. In een typische synthese wordt AlCl3 of aluminium-poeder ) in een mengsel van azijnzuur en azijnzuuranhydride verhit.

Zonder speciale aanduiding wordt met de naam aluminiumacetaat dit zout bedoeld.